# حساء أيرلندي
حساء أيرلندي ويسمى أيضاً بالحساء الغالي هو المشهور في أيرلندا وأيرلندا الشمالية، يتكون من خلط لحم الخروف وأحياناً من لحم الماعز مع خضروات الجذور من البصل والبطاطا والبقدونس ويضاف الجزر أحياناً إليها.